# Aschwin Wildeboer
Aschwin Wildeboer Faber (Sabadell (Catalonië), 14 februari 1986) is een Spaanse zwemmer van Nederlandse afkomst. Wildeboer vertegenwoordigde zijn vaderland op de Olympische Zomerspelen 2004 in Athene en op de Olympische Zomerspelen 2008 in Peking. Hij is de jongere broer van Olaf Wildeboer, eveneens zwemmer.

## Zwemcarrière
Wildeboer maakte zijn internationale debuut op de Europese kampioenschappen zwemmen 2004 in Madrid. Op de 50 meter rugslag eindigde hij als zevende en op de 100 en 200 meter rugslag strandde hij in de halve finales. Op de 4x100 meter wisselslag eindigde hij samen met Santiago Castellanos, Juan José Ulacia en Eduard Lorente als zevende. Tijdens de Olympische Spelen in Athene strandde de Spanjaard in de series van zowel de 100 als de 200 meter rugslag. Op de wereldkampioenschappen kortebaanzwemmen 2004 in Indianapolis eindigde Wildeboer als achtste op de 50 en de 100 meter rugslag, op de 4x100 meter vrije slag bereikte hij samen met Eduard Lorente, Brenton Cabello en Olaf Wildeboer de achtste plaats. Op de 4x200 meter vrije slag strandde het viertal in de series. In het Oostenrijkse Wenen nam de Spanjaard deel aan de Europese kampioenschappen kortebaanzwemmen 2004. Op de 50 meter rugslag werd hij in de halve finales uitgeschakeld en op de 100 en 200 meter rugslag in de series. Op de 4x50 meter vrije slag eindigde hij als vijfde en op de 4x50 meter wisselslag als zesde.
Op de wereldkampioenschappen zwemmen 2005 in Montreal werd Wildeboer uitgeschakeld in de series van zijn enige onderdeel, de 100 meter rugslag. Tijdens de Europese kampioenschappen kortebaanzwemmen 2005 in Triëst strandde de Spanjaard in de halve finales van de 50 en de 100 meter rugslag, op de 200 meter rugslag en 4x50 meter wisselslag waren de series zijn eindstation.
Op de Europese kampioenschappen zwemmen 2006 in Boedapest werd hij uitgeschakeld in de halve finales van alle drie de rugslagnummers, op de 4x100 meter wisselslag kwam hij niet verder dan de series.
In Debrecen nam Wildeboer deel aan de Europese kampioenschappen kortebaanzwemmen 2007. Op de 50 en de 200 meter rugslag sleepte de Spanjaard de bronzen medaille in de wacht, op de 100 meter rugslag eindigde hij als vierde en op de 4x50 meter wisselslag eindigde hij samen met Borja Iradier, Rafael Muñoz en Eduard Lorente als vierde.
Op de Europese kampioenschappen zwemmen 2008 in Eindhoven eindigde Wildeboer als vierde op de 100 en de 200 meter rugslag, op de 50 meter rugslag eindigde hij als vijfde. Op de 4x100 meter wisselslag eindigde hij samen met Melquiades Alvarez, Rafael Muñoz en Brenton Cabello op de achtste plaats. Enkele weken later nam de Spanjaard deel aan de wereldkampioenschappen kortebaanzwemmen 2008 in Manchester, daar eindigde hij als vijfde op de 200 meter rugslag en als zesde op de 100 meter rugslag, op de 50 meter rugslag strandde hij in de halve finales. Op de 4x100 meter wisselslag zwom hij samen met Borja Iradier, Rafael Muñoz en Eduard Lorente naar de zevende plaats. Tijdens de Olympische Zomerspelen van 2008 in Peking eindigde Wildeboer als zevende op de 100 meter rugslag. Op de Europese kampioenschappen kortebaanzwemmen 2008 in Rijeka veroverde de Spanjaard de Europese titel op de 200 meter rugslag, hij moest de titel wel delen met de Rus Stanislav Donets. Op de 50 en de 100 meter rugslag sleepte hij achter Donets het zilver in de wacht en op de 4x50 meter wisselslag eindigde hij samen met Sergio García, Rafael Muñoz en Javier Noriega op de zevende plaats.

### 2009-heden
In de Italiaanse hoofdstad Rome nam Wildeboer deel aan de wereldkampioenschappen zwemmen 2009, op dit toernooi veroverde hij de bronzen medaille op de 100 meter rugslag. Op de 50 meter rugslag eindigde hij als vierde en op de 200 meter rugslag als vijfde, samen met Melquiades Alvarez, Rafael Muñoz en José Antonio Alonso strandde hij in de series van de 4x100 meter wisselslag. Tijdens de Europese kampioenschappen kortebaanzwemmen 2009 in Istanboel legde de Spanjaard beslag op de bronzen medaille op zowel de 50 als de 100 meter rugslag, op de 4x50 meter wisselslag eindigde hij samen met Hector Monteagudo, Javier Noriega en Eloi Saumell op de zesde plaats.
Op de Europese kampioenschappen zwemmen 2010 in Boedapest eindigde Wildeboer als zevende op de 100 meter rugslag, daarnaast werd hij uitgeschakeld in de halve finales van de 200 meter rugslag en in de series van de 50 meter rugslag. In Dubai nam de Spanjaard deel aan de wereldkampioenschappen kortebaanzwemmen 2010. Op dit toernooi sleepte hij de zilveren medaille op de 50 meter rugslag en de bronzen medaille op de 100 meter rugslag in de wacht, daarnaast eindigde hij als vierde op de 200 meter rugslag.
Tijdens de wereldkampioenschappen zwemmen 2011 in Shanghai eindigde Wildeboer als vierde op de 50 meter rugslag, op de 100 meter rugslag strandde hij in de halve finales. Op de Europese kampioenschappen kortebaanzwemmen 2011 in Szczecin werd de Spanjaard Europees kampioen op de 50 meter rugslag, op zowel de 100 als de 200 meter rugslag behaalde hij de zilveren medaille.

## Internationale toernooien
| Jaar | Olympische Spelen                 | WK langebaan                                                            | WK kortebaan                                                             | EK langebaan                                                           | EK kortebaan                                                                              |
| ---- | --------------------------------- | ----------------------------------------------------------------------- | ------------------------------------------------------------------------ | ---------------------------------------------------------------------- | ----------------------------------------------------------------------------------------- |
| 2004 | 35e 100m rugslag 29e 200m rugslag |                                                                         | 8e 50m rugslag 8e 100m rugslag 8e 4x100m vrije slag 9e 4x200m vrije slag | 7e 50m rugslag 10e 100m rugslag 14e 200m rugslag 7e 4x100m wisselslag  | 11e 50m rugslag 21e 100m rugslag 15e 200m rugslag 5e 4x50m vrije slag 6e 4x50m wisselslag |
| 2005 |                                   | 32e 100m rugslag                                                        |                                                                          |                                                                        | DQ 50m rugslag 11e 100m rugslag 14e 200m rugslag 9e 4x50m wisselslag                      |
| 2006 |                                   |                                                                         | geen deelname                                                            | 14e 50m rugslag 12e 100m rugslag 16e 200m rugslag 9e 4x100m wisselslag | geen deelname                                                                             |
| 2007 |                                   | geen deelname                                                           |                                                                          |                                                                        | 50m rugslag · 4e 100m rugslag · 200m rugslag · 4e 4x50m wisselslag                        |
| 2008 | 7e 100m rugslag                   |                                                                         | 9e 50m rugslag 6e 100m rugslag 5e 200m rugslag 7e 4x100m wisselslag      | 5e 50m rugslag 4e 100m rugslag 4e 200m rugslag 8e 4x100m wisselslag    | 50m rugslag · 100m rugslag · 200m rugslag · 7e 4x50m wisselslag                           |
| 2009 |                                   | 4e 50m rugslag · 100m rugslag · 5e 200m rugslag · 12e 4x100m wisselslag |                                                                          |                                                                        | 50m rugslag · 100m rugslag · 6e 4x50m wisselslag                                          |
| 2010 |                                   |                                                                         | 50m rugslag · 100m rugslag · 4e 200m rugslag                             | 18e 50m rugslag 7e 100m rugslag 9e 200m rugslag                        | geen deelname                                                                             |
| 2011 |                                   | 4e 50m rugslag 12e 100m rugslag                                         |                                                                          |                                                                        | 50m rugslag · 100m rugslag · 200m rugslag                                                 |
| 2012 | 12e 100m rugslag 26e 200m rugslag |                                                                         | 9e 50m rugslag 10e 100m rugslag                                          |                                                                        |                                                                                           |

## Persoonlijke records
Bijgewerkt tot en met 13 december 2009

### Kortebaan
| Afstand      | Tijd    | Datum            | Plaats    |
| ------------ | ------- | ---------------- | --------- |
| 50m rugslag  | 23,07   | 11 december 2009 | Istanboel |
| 100m rugslag | 49,05   | 13 december 2009 | Istanboel |
| 200m rugslag | 1.49,22 | 11 december 2008 | Rijeka    |

### Langebaan
| Afstand      | Tijd    | Datum           | Plaats  |
| ------------ | ------- | --------------- | ------- |
| 50m rugslag  | 24,48   | 1 augustus 2009 | Rome    |
| 100m rugslag | 52,38   | 1 juli 2009     | Pescara |
| 200m rugslag | 1.54,92 | 31 juli 2009    | Rome    |